# Leandro Burgois
Leandro Andrés Burgois (11 april 1996) is een Argentijns wielrenner die in 2016 reed voor Los Matanceros.

## Carrière
In 2016 won Burgois de laatste etappe in de Ronde van Uruguay door in Montevideo eerder over de eindstreep te komen dan Gregory Duarte. In het algemeen klassement eindigde hij op plek 42, met een achterstand van bijna twintig minuten op Néstor Pías.

## Overwinningen
2016
10e etappe Ronde van Uruguay

## Ploegen
- 2016 –  Los Matanceros